# John Patitucci
ohn Patitucci  (Brooklyn, 1959. december 22. –) amerikai nagybőgős.

## Pályafutása
Patitucci tízéves korában kezdett elektromos basszusgitáron játszani. Első szerzeményeit tizenkétévesen, a nagybőgőn tizenötévesen, a zongorán pedig egy évvel később komponálta. Klasszikus basszusgitár szakon tanult a San Francisco State University-n és a Long Beach State University-n.
Stúdiózenészként kezdte a profi zenészpályát Los Angelesben, 1980-ban. Rendkívüli technikai és stiliáris magabiztosságának köszönhetően gyorsan hírnevet szerzett magának.
Stúdiózenészként olyan előadókkal játszott, mint B. B. King, Bonnie Raitt, Chick Corea, Wayne Shorter, Herbie Hancock, Michael Brecker, George Benson, Dizzy Gillespie, Dave Grusin, Natalie Cole, Bon Jovi, Queen Latifah, Sting, Gerardo Núñez, The Manhattan Transfer, Pat Martino, Wes Montgomery, Noah Preminger,  Carly Simon.

## Albumok
- John Patitucci, 1988
- On the Corner, 1989
- Sketchbook, 1990
- Heart of the Bass, 1992
- Another World, 1993
- mistura fina, 1995
- One More Angel, 1997
- Now, 1998
- Imprint, 2000
- Communion, 2001
- Songs, Stories & Spirituals, 2003
- Line by Line, 2006
- Remembrance, 2009
- Brooklyn, 2015
- Irmãos De Fe, 2017
- Soul of the Bass, 2019 (Nate Smith, Sachi Patitucci, Isabella Patitucci)
- Trio (Patitucci-Colaiuta-Cunliffe-Album), 2021, Vinnie Colaiuta és Bill Cunliffe
- Spirit Fall, 2025 (Chris Potterrel és Brian Blade-del)

## Díjak
- 1986: Most Valuable Player, National Academy of Recording Arts and Sciences
- 1992, 1994, 1995: Best Jazz Bassist, Guitar Player magazine Readers' Poll
- 1993–1996: Best Jazz Bassist, Bass Player magazine Readers' Pol
- 2005: Grammy-díj jelölés a Wayne Shorter Quartet tagjaként − a legjobb instrumentális album
- 2019: John Beasley Grammy-díj jelölés a MONK'estra Plays John Beasley albumért
- 2019: Életműdíj, Bass Player magazine

## Fordítás
Ez a szócikk részben vagy egészben  a   John Patitucci című német Wikipédia-szócikk ezen változatának fordításán alapul.  Az eredeti cikk szerkesztőit annak laptörténete sorolja fel. Ez a jelzés csupán a megfogalmazás eredetét és a szerzői jogokat jelzi, nem szolgál a cikkben szereplő információk forrásmegjelöléseként.